# Kanton Vic-Fezensac
Kanton Vic-Fezensac (fr. Canton de Vic-Fezensac) je francouzský kanton v departementu Gers v regionu Midi-Pyrénées. Skládá se z 15 obcí.

## Obce kantonu
- Bazian
- Belmont
- Caillavet
- Callian
- Castillon-Debats
- Cazaux-d'Anglès
- Marambat
- Mirannes
- Préneron
- Riguepeu
- Roquebrune
- Saint-Arailles
- Saint-Jean-Poutge
- Tudelle
- Vic-Fezensac